# Harpactea thaleri
Harpactea thaleri là một loài nhện trong họ Dysderidae.
Loài này thuộc chi Harpactea. Harpactea thaleri được miêu tả năm 1966 bởi Alicata.